# Callitula fulvipes
Callitula fulvipes är en stekelart som beskrevs av Kamijo 1981. Callitula fulvipes ingår i släktet Callitula och familjen puppglanssteklar. Inga underarter finns listade.